# Pack-In-Video
Pack-In-Video (株式会社パック・イン・ビデオ?, Kabushiki-gaisha Pakku-In-Bideo) è stata un'azienda giapponese produttrice di videogiochi con sede a Shibuya, Tokyo. Principalmente dedicata alla produzione di titoli per il mercato giapponese, tra cui le trasposizioni videoludiche Rambo e Die Hard per Nintendo Entertainment System, nel 1996 si è fusa con la Victor Interactive Software. Dalle due aziende, nel 2003, è nata la società Marvelous Interactive.